# Nowoczerkaska Suworowska Szkoła Wojskowa MSW Rosji
Nowoczerkaska Suworowska Szkoła Wojskowa MSW Rosji (ros. Новочеркасское суворовское  военное училище Министерства внутренних дел Российской Федерации) – rosyjska specjalistyczna 3-letnia szkoła wojskowa w Nowoczerkasku dla młodzieży w wieku szkolnym, odpowiednik liceum wojskowego, powstała w 1991.
Radzieckie specjalistyczne szkoły wojskowe dla młodzieży zostały utworzone po napaści Niemiec na ZSRR, zgodnie z postanowieniem Rady Komisarzy Ludowych ZSRR z 21 sierpnia 1943 "w sprawie pilnych działań w celu przywrócenia gospodarki na terenach wyzwolonych spod okupacji niemieckiej." Oprócz innych form pomocy dla sierot wojennych (sierocińce) była również część dotycząca utworzenia skoszarowanych szkół wojskowych dla dzieci i młodzieży. Wtedy właśnie szkoły średnie tego typu otrzymały swoją nazwę od rosyjskiego generała Aleksandra Suworowa.
Współczesna Nowoczerkaska Suworowska Szkoła Wojskowa MSW Rosji została utworzona na bazie jednej z pierwszych placówek oświatowych Ministerstwa Spraw Wewnętrznych Rosji. Jej historia sięga 1923 roku (Школы среднего комсостава милиции). W latach 1991–1997 nosiła nazwę Średnia Szkoła MSW FR (ros. Среднее училище МВД РФ; typu suworowskiego). 
Szkoła zapewnia wykształcenie średnie i jednocześnie przygotowuje swoich uczniów do wstąpienia do wyższych szkół kształcących kadry dla potrzeb służb MSW Rosji, zwłaszcza milicji.
Absolwenci SWU nazywają siebie „suworowcami”.
Uwaga: W Nowoczerkasku istniała inna szkoła – Nowoczerkaska Suworowska Szkoła Wojskowa (ros. Новочеркасское суворовское военное училище), która miała tylko podobną nazwę.